# ليور كوهين
ليور كوهين (مواليد 3 أكتوبر 1959) هو رجل أعمال بارز ومدير تنفيذي في صناعة الموسيقى الأمريكية. له دور مؤثر في تطوير موسيقى الهيب هوب، حيث شارك على مدى أكثر من 30 عامًا في إدارة وإنتاج العديد من الفنانين وشركات التسجيل. بدأ كوهين مسيرته في إدارة مغنيي الراب ضمن شركة راش برودكشن، حيث عمل مع أسماء كبيرة في عالم الهيب هوب. لاحقًا، تولى قيادة شركة ديف جام وساهم في توسيع نطاقها وجعلها واحدة من أهم شركات التسجيل في هذا المجال. بعد نجاحاته في Def Jam، شغل كوهين مناصب قيادية في مجموعة وارنر ميوزيك، حيث أشرف على إدارتها وتطويرها حتى قرر الاستقالة في سبتمبر 2012. بعدها، أسس شركته المستقلة 300، التي ركزت على تقديم نموذج جديد في صناعة الموسيقى يجمع بين التسجيل والتوزيع والتسويق. في 28 سبتمبر 2016، انضم كوهين إلى شركة يوتيوب حيث تم تعيينه رئيسًا عالميًا للموسيقى، ليواصل دوره الريادي في تشكيل مستقبل صناعة الموسيقى على المستوى الرقمي.

## الحياة المبكرة والتعليم
وُلِد كوهين في مدينة نيويورك ، عام 1959، لأبوين مهاجرين إسرائيليين. نشأ في لوس أنجلوس. في عام 1981، حصل على درجة في التسويق العالمي والتمويل من كلية إدارة الأعمال بجامعة ميامي. بعد تخرجه من جامعة ميامي، عمل لفترة وجيزة في مكتب بنك لئومي في بيفرلي هيلز.

## المسيرة الموسيقية
في أواخر عام 1984، وبعد تحقيق نجاح ملحوظ في تنظيم عروض موسيقية لفناني الروك والراب في هوليوود، انتقل ليور كوهين إلى نيويورك ليعمل في شركة "راش للإنتاج"، التابعة لرَسل سيمونز، والتي أصبحت لاحقًا تُعرف باسم "إدارة الفنان راش". بدأ كوهين مسيرته كمدير طريق لفرقة Run-DMC، لكنه سرعان ما توسع في مسؤولياته ليشرف على أعمال فنانين بارزين مثل كورتيس بلو، ووديني، وإل إل كول جي، وبيستي بويز، وبيبلك إنمي.
بحلول عام 1987، تولى كوهين توقيع العقود بنفسه نيابة عن شركة "راش"، وجلب مجموعة من أشهر الأسماء في موسيقى الراب، مثل سليك ريك، ودي جي جازي جيف وفريش برنس، وإريك بي. وراكم، وإي بي إم دي، ودي لا سول، وآ تريب كولد كويست. وقد أشار كوهين إلى أن جيم ماستر جاي لعب دورًا رئيسيًا في تعليمه أساسيات صناعة الموسيقى، ما ساهم في تطور مهاراته القيادية.

### النجاح في مجال إدارة الفنانين
تميز كوهين بأسلوب عملي وقدرة استثنائية على التفاوض، مما جعله شخصية بارزة في عالم الموسيقى. وفقًا لمجلة رولينج ستون، عُرف كوهين بعقد صفقات تجارية كبيرة لصالح فرق الراب، مما ساهم في تحويلها إلى قوة اقتصادية في مجال الموسيقى. بحلول عام 1989، كانت شركة "راش" تحت إدارة كوهين تُعد "أفضل شركة إدارة" في موسيقى الراب.
في كتاب دباغة أمريكا، وصف ستيف ستاوت كوهين بأنه من أوائل المؤمنين بأهمية التنوع الثقافي وتأثيره الكبير على الجيل الأصغر. وقد أكد كوهين على رؤيته قائلاً: "كنت مصممًا على إثبات خطأ النقاد، وإظهار أن لدينا مكانًا في هذه الصناعة ولن نتخلى عن فرصتنا."

### من تطوير الفنان إلى المدير التنفيذي للعلامة التجارية
في عام 1989، بدأ ليور كوهين في التحول من إدارة الفنانين إلى الجانب التنفيذي لعالم الموسيقى، عندما أسس مع رَسل سيمونز شركة "التسميات المرتبطة بالراش". كانت فكرة الشركة هي الاستفادة من قدرة فناني التسجيل المعروفين على اكتشاف المواهب الجديدة، عبر توقيع صفقات مع شركات تسجيل متخصصة. وقد أثبتت هذه الفكرة نجاحها الكبير، خاصة مع شركة JMJ Records التابعة لجيم ماستر جاي، التي قدّمت فرقة أونيكس إلى ديف جام عام 1992.
في تلك الفترة، ركز كوهين على إعداد جيل جديد من المديرين التنفيذيين في الصناعة، ومن أبرزهم كريس لايتي، وجولي جرينوالد، وكيفن ليلز، وتود موسكوفيتز، ومايك كايزر. ساهمت هذه الاستراتيجية في إرساء أساس قوي لنموذج أعمال أكثر تنوعًا وابتكارًا داخل شركة ديف جام.

#### انتقال القيادة في ديف جام
في عام 1994، تعاون كوهين مع سيمونز للتفاوض على إنهاء شراكة ديف جام مع شركة سوني للترفيه بالموسيقى، التي كانت توزع إنتاج ديف جام منذ عام 1985. بعد خروج ريك روبين، المؤسس المشارك لشركة ديف جام، أصبح كوهين شريكًا لسيمونز في إدارة الشركة، وتولى مهام الإشراف اليومي عليها.
بهذه الخطوة، رسّخ كوهين مكانته كأحد أبرز المديرين التنفيذيين في صناعة الموسيقى، حيث قاد الشركة نحو توسعات كبيرة ونجاحات بارزة، ما جعل ديف جام واحدة من العلامات الموسيقية الرائدة في العالم.

### ديف جام ضمن بوليجرام ويونيفرسال
خلال فترة قيادة كوهين وبدعم من شركة بوليجرام، شهدت ديف جام نجاحًا استثنائيًا في عالم الموسيقى. تعاون كوهين مع مجموعة جديدة من أبرز مغني الراب، مثل ريدمان، وميثود مان، وجاي زي، ودي إم إكس، وجا رول، ولوداكريس، مما ساهم في تعزيز مكانة الشركة كواحدة من أقوى العلامات الموسيقية في هذا المجال.
إلى جانب ذلك، كان لكوهين دور محوري في إقامة شراكات استراتيجية مع علامات إنتاج موسيقية بارزة، مثل روك-أ-فيلا ريكوردز، وميردر إنك، ودستربنغ ذا بيس. ساهمت هذه الشراكات في توسيع نطاق عمل ديف جام وإطلاق أعمال موسيقية مؤثرة في السوق.
وفي عام 1998، استحوذت شركة سيغرام على بوليجرام ودمجتها ضمن شركة يونيفرسال. هذا الاندماج كان له تأثير كبير على صناعة الموسيقى، حيث أصبح كوهين يلعب دورًا مهمًا في إدارة العمليات الموسيقية ضمن هذا الكيان الجديد، مما عزز من انتشار وتأثير ديف جام عالميًا.

### مجموعة آيلاند ديف جام الموسيقية
في يونيو 1998، عقب اندماج شركة بوليجرام مع شركة يونيفرسال ميوزيك ومجموعة العلامات التابعة لـ MCA، تم دمج علامات آيلاند وميركوري وديف جام في وحدة جديدة عُرفت باسم "مجموعة آيلاند ديف جام الموسيقية". تولى كوهين منصب الرئيس المشارك، مما جعله، كما وصف نفسه، "أول رئيس لموسيقى الهيب هوب يتولى إدارة إحدى شركات التسجيل الكبرى".
استلزم هذا المنصب الجديد من كوهين توسيع نطاق عمله ليشمل فنانين من خارج عالم الراب، مثل بون جوفي، ماريا كاري، شانيا توين، إلفيس كوستيلو، أشانتي، نيكلباك، سليبينوت، سوم 41، ذا كيلرز، وسلاير. وفي عام 2001، شارك كوهين في استحواذ مجموعة آيلاند ديف جام على شركة رودرنر، المتخصصة في موسيقى الميتال الثقيل، بالإضافة إلى إبرام صفقة توزيع مع ألبوم "أميركان" الخاص بريك روبين.
وفي عام 2002، أصدرت شركة "أميركان إنترتينمنت" ألبوم للفنان جوني كاش، الذي كان آخر ألبوم يصدره قبل وفاته، وضم النسخة الشهيرة لأغنية "Hurt" التي أعاد تقديمها بأسلوبه الخاص.

### مجموعة وارنر ميوزيك
في يناير 2004، ترك كوهين مجموعة آيلاند ديف جام لينضم إلى مجموعة المستثمرين التي قادها إدغار برونفمان الابن، والمدعومة من شركة وارنر. لاحقًا، انفصلت هذه المجموعة عن شركة تايم وارنر، وأصبح كوهين الرئيس التنفيذي لشركة وارنر ميوزيك جروب.
بحلول عام 2006، أبرز تقرير لصحيفة لوس أنجلوس تايمز التأثير الإيجابي لقيادة كوهين، مشيرًا إلى أن "شركة وارنر ميوزيك شهدت ازدهارًا تحت إدارته، بفضل مبادرات تنفيذية مبتكرة مثل برنامج الحضانة، الذي يعزز علاقات مع المديرين التنفيذيين المستقلين الذين ترغب الشركة في ضمهم." ومن بين النجاحات التي تحققت نتيجة هذا البرنامج، كان هناك الفنان مايك جونز وفرقة الروك بارامور.
خلال فترة عمله في وارنر، أشرف كوهين على دمج علامتي أتلانتيك وإلكترا في شركة أتلانتيك، وقام بتعيين جولي جرينوالد، التي اعتبرها من تلامذته، في منصب تنفيذي بارز. في عام 2009، قام كوهين بترقية جرينوالد إلى منصب رئيس مجلس الإدارة والرئيس التنفيذي للعمليات في شركة أتلانتيك، مما جعلها أعلى امرأة تتولى منصبًا تنفيذيًا في شركة تسجيلات أمريكية. ومن أبرز نجاحات جرينوالد في أتلانتيك: ذا بلاك كيز، وبرونو مارس، ودث كاب فور كيوتي، وجيسون مراز، وكيد روك، وكي لوبي فاياسكو، وبلايز، وTI، وويز خليفة.
استقال كوهين من شركة وارنر في سبتمبر 2012.

#### يوتيوب وسبوتيفاي
في سبتمبر 2006، أشرف كوهين على اتفاقية مع موقع يوتيوب تسمح للموقع بعرض مقاطع فيديو لفنانين وارنر مقابل حصة من عائدات إعلانات يوتيوب. وفقًا لصحيفة نيويورك تايمز، فإن الصفقة كانت بمثابة المرة الأولى التي ترخص فيها شركة تسجيلات كبيرة محتوى إلى يوتيوب. في عام 2011، أشرف كوهين على اتفاقية نيابة عن قائمة وارنر مع سبوتيفاي ، خدمة الموسيقى الرقمية. في نهاية المطاف، أشرف كوهين على جميع المبادرات الرقمية لشركة وارنر.

### المشاريع المستقبلية
بعد استقالته من وارنر في سبتمبر 2012، كثرت التكهنات حول الخطوة التالية لكوهين. وقد انعكست رؤيته لمسيرته المهنية في تصريحاته لصحيفة لوس أنجلوس تايمز، حيث قال: "لقد كنت غريبًا على صناعة التسجيلات التقليدية لأكثر من 25 عامًا. أنا رجل أعمال، لذا فأنا أشجع المخاطرة. والطريقة الوحيدة لتشجيع المخاطرة هي أن تخاطر بنفسك، مما يعني أنك قد تفشل أحيانًا، أو يُنظر إليك على أنك عدواني للغاية أو مثير للجدل. لكن يجب أن يكون هناك دائمًا من يتخذ الخطوة الأولى ليبدأ الحفل حقًا. لطالما كنت مستعدًا لأكون ذلك الشخص." في نوفمبر 2013، أعلن كوهين عن تأسيس شركة جديدة أطلق عليها اسم "300"، مستلهمًا الاسم من المحاربين الإسبرطيين الثلاثمائة الذين خاضوا المعركة الشهيرة ضد الفرس، والتي تم تصويرها في فيلم يحمل نفس الاسم. وأوضح كوهين أن "300" ستكون مزيجًا من شركة تسجيلات، وشركة تسويق، وموزع، مع دعم كبير من شركتي جوجل وأتلانتيك.

### يوتيوب
في سبتمبر 2016، أعلن موقع يوتيوب التابع لشركة جوجل أن كوهين سينضم إلى المنظمة كرئيس عالمي للموسيقى. انضم رسميًا إلى الشركة في ديسمبر 2016. كتب رسالة عامة ذكر فيها بعض أهدافه وتطلعاته لدوره الجديد.

## العمل الخيري والقيادة
يشغل كوهين حاليًا منصب عضو مجلس إدارة قاعة مشاهير الروك آند رول ، كما يعمل مديرًا بالإنابة لمنظمة ميناء الأولاد والبنات الخيرية التي تتخذ من نيويورك مقراً لها.

## الحياة الشخصية
من بين أبرز زملاء ليور كوهين المقربين صديقه القديم وشريكه التجاري راسل سيمونز، وجاي زي، والمديرة الموسيقية جولي جرينوالد،  والفنان جون بون جوفي. كما يُعتبر كاني ويست من بين الأشخاص الذين تربطهم علاقة خاصة بكوهين، حيث وصف نفسه في أغنية الشيطان في ثوب جديد لعام 2010 بأنه "ليور كوهين من ديور هوم".
التقى كوهين بزوجته الأولى، إي كيه سميث، أثناء تصوير الفيديو الموسيقي لأغنية "(You Gotta) Fight for Your Right (To Party!)" لفريق بيستي بويز. وانتهى زواجه الثاني من أيمي بالطلاق في عام 2006، ولهما ابنة تدعى بيا، وابن يدعى أز. قد أعرب كوهين عن امتنانه لابنه أز وصديق مقرب له لدورهم في إنقاذ حياته عندما تعرض لانسداد رئوي خلال حفل إدخال فريق NWA إلى قاعة مشاهير الروك آند رول في مركز باركليز في بروكلين في أبريل 2016.
في أغسطس 2016، تزوج كوهين من شين لي، شخصية بارزة في عالم الفن ولاعب كرة السلة الصيني السابق وعارض الأزياء، الذي يشغل حاليًا منصب نائب رئيس كريستيز آسيا.

## الجدل

### مداهمة مكاتب شركة "ميردر إنك."
في يناير 2003، نفذت قوة مشتركة من شرطة نيويورك ومكتب التحقيقات الفيدرالي مداهمة لمكاتب شركة "ميردر إنك." للتسجيلات، التابعة لمجموعة آيلاند ديف جام، كجزء من تحقيق فيدرالي يتعلق بعلاقات مؤسس الشركة، إيرف جوتي، مع تاجر المخدرات المعروف كينيث "سوبريم" ماكجريف. أثارت السلطات اهتمامًا خاصًا بدفع مبلغ 500 ألف دولار من قبل شركة "آيلاند ديف جام" لشركة يرأسها ماكجريف. في عام 2005، تمت تبرئة جوتي من جميع التهم، بما في ذلك أي اتهامات ضد كوهين، الذي أدلى بشهادته أيضًا في القضية.

### الدعوى القضائية ضد كوهين وشركة "تي في تي ريكوردز"
في عام 2002، رفعت شركة "تي في تي ريكوردز" دعوى قضائية ضد كوهين شخصيًا، تضمنت اتهامات بالاحتيال والتدخل غير العادل وانتهاك العقد وحقوق النشر. كانت القضية جزءًا من نزاع أكبر مع مجموعة "آيلاند ديف جام" و"يونيفرسال ميوزيك جروب"، وتركزت حول مزاعم بأن كوهين حاول عرقلة إصدار ألبوم لفرقة "كاش موني كليك" التابعة للفنان جا رول.
في البداية، أصدرت المحكمة حكمًا بتعويضات كبيرة بلغت 132 مليون دولار لصالح شركة "تي في تي"، بما في ذلك مبلغ 56 مليون دولار مسؤولية شخصية على كوهين. مع ذلك، تم تخفيض هذا المبلغ بشكل كبير بعد الاستئناف. في النهاية، حصلت "تي في تي" على مبلغ 126,720 دولارًا فقط كتعويض عن خرق العقد.